# Elibelinde
Elibelinde (in lingua turca, letteralmente "mani sui fianchi") è un motivo che ricorda una figura femminile con le mani sui fianchi. È ampiamente usato su kilim (tappeti piatti) e si presenta in molte varianti. Le braccia della figura sono rappresentate da due ganci rivolti verso l'interno, mentre il corpo della donna è costituito da un triangolo o un diamante. La testa è tipicamente rappresentata da un diamante. L'Elibelinde è un simbolo di fertilità e maternità. È uno dei molti motivi kilim comunemente riprodotti nei tappeti turchi a tessitura piana.